# ハウジングファースト
ハウジングファーストとは、「ホームレス状態にある人の困難にはまず安心できる住まいを得られるようにしよう。住まいは権利である」という理念を中心とする、主にホームレス支援を目的とする社会政策や社会支援の分野において比較的最近発明された枠組みである。
これまでのホームレス支援では、ホームレス状態にある人を「だんだんと独立した住居」に移転させてきた。例えば、路上から公的なシェルターへ、シェルターから一時的な住居へ、それから普通のアパートへというように移転させてきた。一方で、ハウジングファースト:「まず、住まいを」のプログラムのもとでは、ホームレス状態にある人は路上からすぐさまアパートに入居することになる。
ハウジングファーストの中心的な理念は、「ホームレスの状態にある人や家族が第一に必要としているのは安定した住居である。他の様々な困難は、それらが解決してからではなく、まず安定した住居が得られてから対処されるべきである」という考えである。ハウジングファーストとは対照的に、他の多くのプログラムでは「住むための準備が整った上で、住まいを提供する」というシステムを採用している。

## ハウジングファーストの原則
ハウジングファーストの起源は、1988年にアメリカ合衆国カリフォルニア州ロサンゼルスでTanya Tull（www.partnering-for-change.org）のBeyond Shelterで開始された家族のためのハウジングファーストプログラムである。このプログラムは子供がいるホームレス家族が急増したことに対応するために開始された。この家族向けハウジングファーストアプローチには、児童の安全に関する徹底的なスクリーニングと評価が含まれており、子供が現在危険にさらされているという徴候がある場合、家族を賃貸住宅に移すことはしなかった。家族向けハウジングファーストプログラムを受けている場合、賃貸住宅に引っ越す前、引越し中、引越し後に様々なサービスを利用できるが、サービスへの参加は居住の要件ではない。また、子どもがいる世帯に対しては、住居だけではなく、適切なサービスとモニタリングを提供するため、自宅訪問・外来治療・地域につなぐことが行われる。
同様の試みは1992年ニューヨークでも開始された。ニューヨーク大学医学部精神科教授Sam Tsemberis博士はPathways to Housingを設立した。この団体は慢性的に住まいがない人を支援対象としており、「住まいを持つことは基本的な人権である。アルコールやその他の物質を乱用していたとしてもこの権利は否定されるものではない」という考えを持っているため、物質乱用を断っていること、また、断つ努力をすることを住居提供の交換条件にしなかった。
ハウジングファーストは、ホームレスを経験している個人や家族のために、できるだけ早く恒久的で手頃な価格の住宅を提供し、その上で地域をベースとした生活支援サービスと社会的つながりを提供することで、彼らが居住状態を維持し、路上への後戻りを避けることを手助けする。例えば、アメリカ合衆国住宅都市開発省(HUD:United States Department of Housing and Urban Development)が後援しているハウジングファーストプログラムでは、ただ住宅を提供するだけではなく、利用者に包括的なケースマネジメントサービスも提供する。ケースマネジメントによって、ホームレスだった利用者は安定した住まい方ができるようになり、自己決定と自助の力が促進される。このハウジングファーストプログラムを通じて提供される住居は、恒久的で手頃なものであり、利用者は収入の30％を家賃として払うことになる。
ハウジングファーストは、Pathways to Housingが前例となったように、障害や依存症のある人も対象とし、2つのHUDプログラムによってサポートされている。支援付き住宅プログラムとShelter Plus Care Programである。Pathwaysのハウジングファーストモデルは、米国薬物乱用精神衛生管理庁によってエビデンスに基づく実践として認められている。
ハウジングファーストプログラムは、地域散在型または集合住宅型で実施される。地域散在型ハウジングファーストプログラムでは、居住者は地域の中であちらこちらにある住宅を割り当てられる。このモデルでは、1つの場所に参加者を集めて住まわせるのではなく、広い地域の中で居住者を取りまとめることになる。集合住宅型のハウジングファーストプログラムでは、居住者は一つの建物、敷地内において個室が割り当てられる。このモデルでは、多数あるいは全ての参加者を1つの場所に集める。地域散在型と集合住宅型のハウジングファーストプログラムの両方で、居住者は様々な医療福祉サービスやリハビリテーションを受ける選択肢を持つ（強制ではない）。
まとめると、ハウジングファーストの原則は以下のようになる。
1. 居住者は、治療受入れや治療コンプライアンスを前提とすることなしに、路上やシェルターからすぐさま住宅に入居する。
2. 住宅の提供者は、ロバストな支援サービスを居住者にもたらす義務がある。これらのサービスは、強要ではない、アサーティブな関与を前提とする。
3. 借家の継続は支援サービスへの参加に左右されてはならない。
4. 本アプローチの対象は、当該地域において、様々な障害を持ち様々な意味で脆弱なホームレス状態にある人である。
5. 依存症に対してはハームリダクションアプローチを採用し、完全な節制を義務とはしない。そして同時に、住宅提供者は、居住者のリカバリーをサポートしなければならない。
6. 居住者が法律の下で賃借の保護を得られるようにする。
7. このアプローチでの住宅提供は、集合住宅型で行うことも地域散在型で行うこともできる。

ハウジングファーストは慢性的にホームレス状態にある人をなくすための「ベストプラクティス」として、ホームレスに関する米国閣僚理事会（USICH: United States Interagency Council on Homelessness）によって支持されており、米国内の様々な都市で実施されている。USICHはハウジングファーストを「慢性的なホームレス状態をなくす10年計画」の重要な要素であると強調している。

## エビデンスとアウトカム
マサチューセッツ州で行われたプログラムではコスト削減の点で特に際立った成果を報告している。コロラド州のホームレス支援団体は、200人以上の慢性的なホームレス状態にある人にハウジングファーストアプローチで住宅を提供した。同団体の2006年の調査によると、プログラム参加者において：救急サービスの利用頻度と費用は平均34.3％減少、入院費用は66％減少、薬物依存症の入院治療割合は82％減少、刑務所に入っている日数と費用は76％減少した。プログラム開始2年後の継続率は77％だった。
ダウンタウン救急サービスセンターと提携しているワシントン州シアトルの研究者は、ホームレス状態にあるアルコール依存症患者に対して、住宅および支援サービスの提供することで、彼らを路上に放置した場合と比べ、警察沙汰や救急医療にかかることで生じるコストが少なくなることを発見した。ロバート・ウッド・ジョンソン財団の物質乱用政策研究プログラム（SAPRP）によって資金提供された研究の結果は、2009年4月のアメリカ医学会雑誌JAMAに掲載された。
慢性的なホームレス状態にあるアルコール依存症を対象としてハウジングファーストの有効性評価が行われたところ、最初の1年間に400万ドル以上の費用が削減された。このプログラムはシアトルのダウンタウンで95人のホームレスを対象に行われたが、最初の6カ月間分の住宅管理費を計算にいれても、健康および社会サービスにかかる1人あたりの平均費用は待機リストと比べ53％削減された。また、安定した住宅はホームレス状態にあるアルコール依存症患者の飲酒量を減少させることもわかった。
ユタ州は、2005年にハウジングファーストによる計画を制定して以来、全体で72％減少させた。
2007年8月、米国住宅都市開発省は、路上生活や避難所で暮らす慢性的にホームレス状態にある人の数が、2005年の175,914人から2007年の123,833人に30％減少し、ハウジングファーストアプローチがこの成果に貢献したと報告した。1999年の連邦議会は、HUDにその資金の30％をハウジングファーストに費やすように指示していた。
2010年9月にはマサチューセッツ州ボストンでは、ホームレス状態にある家族の数は増加しているが、個人のホームレスの数でみると大幅に減ったという報告があった。いくつかのシェルターではホームレスの数が減少したためにベッド数を減らし、また、いくつかの緊急避難施設、特に緊急ボストンナイトセンターは閉鎖された。ボストン市長Marty Walshは、ホームレス状態にある人にサービスを提供する公的機関と非営利団体が協調して取り組むことで、2015年までに慢性的なホームレス状態対策3カ年計画を発表した。
USICHによると、2013年の慢性的なホームレス状態に対する公共コストは3.7〜4.7億ドルと推定されている。ハウジングファーストプログラムを通じて、慢性的なホームレス状態の人は、刑務所に投獄されている時間が少なくなり、救急治療室の利用回数が少なくて済み、病院のリソースを消費することが少なくなった。例えば、慢性的なホームレス状態にある人の健康に対する恒久的で支援的な住宅とケースマネジメントの影響に関するレビューによると、これらのサービスには、自覚的な精神的健康状態や物質使用などの健康アウトカムにプラスの影響を及ぼし、ヘルスケアの利用率の向上やメディケイドのコストの削減などの効果があることがわかった。

## 家族のためのハウジングファースト
ハウジングファーストの方法論は、1988年にカリフォルニア州ロサンゼルスで開発され、家族のホームレス化の増加に取り組んだ。彼らは、ホームレス状態にある家族が避難所や一時的な住宅から恒久的な賃貸住宅に、できるだけ早く入居することを支援した。一時的な住宅においてこれまで提供されていたサポートやサービスは、恒久的な住宅に入居してから家族に提供された。この方針転換はこの分野における大きな革新となった。ハウジングファーストの基本的な仮説は「家族は安定した恒久的な住宅基盤がある時の方が、一時的に住まいを得てるとはいえほぼホームレス状態である場合より、介入と支援に対してよりよく反応するだろう」という仮説である。2009年HEARTH法では、ホームレス状態を終わらせるためのハウジングファーストアプローチが法律に成文化された。家族のためハウジングファーストプログラムは、子どもへのサポートが含まれているため、慢性的なホームレス状態にある個人のためのプログラムとは様々な点で異なる部分がある。

## 各国の取り組み

### オーストラリア
南オーストラリア州では、州政府のMike Rann（2002年から2011年）が、ホームレス状態にある人をなくすために計画された一連のイニシアチブへ多大な資金提供を行うことを約束した。ソーシャルインクルージョンコミッショナーのDavid Cappo、ニューヨークのCommon Groundプログラムの創設者Rosanne Haggertyにアドバイスを求めたうえで、Rann政府は、Common Ground Adelaideを設立し、 ホームレス状態にあり"貧しい睡眠rough sleeping"しか得られない人たちのために、高品質のアパートを建設した。政府はまた、Adelaideの公立病院救急部に入院しているホームレスの人々を支援するために、Street to Homeプログラムと病院リエゾンサービスに資金を提供した。“貧しい睡眠者”であると特定されたホームレス状態にある患者は、路上に戻されるのではなく、専門的な支援を受けて宿泊施設が見つけられるようになった。Common GroundとStreet to Homeは現在、オーストラリアの他の州でも運営されている。

### カナダ
2013年の連邦議会経済行動計画では、2014年3月から2019年3月まで毎年1億1,900万ドル、計6億ドルの新規資金をホームレス・パートナーシップ・ストラテジー（HPS）に提供した。カナダではハウジングファーストモデルを中心にしてホームレス支援が行われており、カナダ全土の民間または公的機関はハウジングファーストによるプログラムを実施するためにHPSから補助金を受け取ることができる。
2008年、カナダ連邦政府は、5年間の試験的プログラム、At Home / Chez Soiプロジェクトに資金を提供し、深刻な精神病やホームレスを経験する人々にどのようなサービスやシステムが最も役立つかについてエビデンスを蓄積した。2009年11月から2013年3月まで行われたAt Home / Chez Soiプロジェクトは、バンクーバー、ウィニペグ、トロント、モントリオール、モンクトンの5都市でホームレス状態にある精神病患者にハウジングファーストプログラムを提供した。At Home / Chez Soiは1,000人以上のホームレスに住宅を提供した。
ハウジングファーストはカナダでよく知られており、エドモントンやカルガリーなど様々な都市においてホームレス対策10ヵ年計画のなかで使用されている。カナダにおけるハウジングファーストの成果は、ウェブサイトwww.thealex.ca（Housing Programs、Housing to Pathways to Housing）に記載されているように、成果をあげている。カナダにおけるハウジングファーストの導入はカナダにおけるホームレス状態のあり方、社会資源、政治、価値観に合わせて行う必要がある。
アルバータ州カルガリーでは、2007年に非営利団体the AlexがオープンしたPathways to Housing Calgaryは、都市散在型のハウジングファーストプログラムを行なっており、150人に住居を提供している。利用者は収入の30％を家賃として払う。：Pathways to Housingの利用者の85％は、重度障害給付（AISH: Assured Income for the Severely Handicapped）  を受け取っており、15％は失業給付金を Alberta Worksから受け取っている。Pathways to Housing Calgaryは、ハウジングファーストモデルの他に、ACT; Assertive Community Treatment も使用している。ACTとは、看護師・精神科医・心理士・社会制度の専門家などからなるチームによって行われる精神障害を持つ人に対する統合的居宅支援アプローチのことである。
Sue Fortune は、カルガリー地域でホームレス対策10ヶ年計画に尽力している。Fortuneの報告によるとハウジングファーストアプローチによって：入居前1年間と入居後1年間で比べると、入院日数が66％減少、救急入院が38％減少、救急医療事象が41％減少、刑務所にいる日数が79％減少し、警察沙汰が30％減少した。彼女が2013年に発表したデータでは、シェルターに出戻りしたのは利用者の1％未満であり、刑務所で過ごす日数は76％減少、警察沙汰は35％減少した。
Pathways to Housing Canadaは、ハウジングファーストを「利用者中心のプログラムであり、アルコール依存症などの治療を前提条件・交換条件にすることなく、アパートをすぐさま提供するものである」と説明している。

### フィンランド
2007年、中道右派のマティ・ヴァナハン政権は、2015年までにフィンランドにおけるホームレス状態にある人をなくすための特別プログラム:four wise menを開始した。
対象は、ホームレス状態にある人の一部、社会的・健康的・経済的な状況に基づいて特に困難な層であるとアセスメントされた人々である。ホームレスの大部分が存在する大都市で特に集中的に実施されている。とりわけ、ヘルシンキ首都圏で、中でもヘルシンキは慢性的にホームレス状態にある人が集中しているため最重点地区となっている。
このプログラムはハウジングファーストの原則を参照して以下のように構築されている。：社会的および健康的な問題が解決していることは居宅提供の条件には決してならない。逆に、住まいがあることはホームレス状態にある人々の他の問題を解決するための条件である。生きる場所を持つことによって生活管理スキルが上達し、目標がある活動をすることができるようになる。人は様々な理由によって慢性的なホームレス状態になるため、同時並行的に様々なレベルでの政策を行う必要がある。例えば、普遍主義的な住居の提供、ホームレス状態にならないようにする予防措置、すでに長期ホームレス状態にある人に焦点を合わせた活動、などを同時並行で行う必要がある。
プログラムの目標は次のとおりである
1. 2011年までに長期間のホームレスを半減する
2. 2015年までに完全にホームレスをなくす
3. ホームレスになることを予防するため、より効果的な対策をとる

### フランス
フランス政府は2010年にトゥールーズ、マルセイユ、リール、パリの4大都市で「Un chez-Soi d'abord」と呼ばれるハウジングファースト的なプログラムを開始した。このプログラムはカナダや米国と同じ原則に従っている：ホームレス状態にあってかつ精神病・薬物やアルコール依存症を持つ人で、NGOによって提供された宿泊施設に住むことになった人に、3年間を目安に提供される。
利用者には、社会的医療的にニーズに応じて必要な支援が与えられる。2011年から運営されているアパートは3つの都市で稼働中であり、2012年5月からはパリで100の部屋が稼働する計画となっている。いくつかのNGOがこの試験的プログラムに関与している。彼らは利用者の賃貸管理や社会的支援を行っている。
これらのNGOは、実験結果を調査する科学者と連携し、対象となる人に関する情報や現在の状況を報告する役割も担っている。「Un chez-soi d’abord」の実施結果は2017年ごろに発表される予定となっている。

### 日本
自立生活サポートセンター・もやいやビッグイシュー、世界の医療団といった非営利の支援組織が政府にハウジングファーストプログラムを要求しているものの、日本ではまだ公的には実施されていない。
これまでの政府の取り組みとしては、低所得者向けの公営住宅の提供が挙げられる。公営住宅の運営は地方自治体が行なっている。家賃は世帯所得に応じて増減する。入居の可否はくじ引きによって決まるため、何らかの優先して入居するべき理由があったとしても、すぐには入居できない。
非営利団体によって既に実施されているハウジングファーストのようなプログラムはいくつか存在する。NPO法人リトルワンズは、空き家や廃屋をリノベーションしてシングルマザーに提供し、経済的なサポートや就労サポートを行なっている。また、つくろい東京ファンドは、ハウジングファーストを提唱しており、ホームレス状態にある人のためのシェルターを運営している。
一般社団法人クバールジャパンが大阪でハウジングファーストnet大阪という名称で活動を展開している。

## ハウジングファーストに対する批判

### ハウジングファーストは玉虫色だ
コロンビア大学の教授で児童・貧困・ホームレス研究所のCEOであるRalph DaCosta Nunezは、「このような玉虫色なone-size-fits-allプログラムは、ニューヨーク市の統計が示すように、必ず失敗することになる」と予言した。Nunez博士はこのアプローチを「公共政策」ではなく「公共愚策」と表現した。 彼はまた、ハウジングファーストは、他の貧困撲滅プログラムが資金不足に陥ったり一切取り消しになった後に残る出涸らしのようなものであると訴えた。つまり、ハウジングファーストとは、ホームレス問題に取り組むためにいくつかあるアプローチの最初の要素に過ぎないと主張している。

### ハウジングファーストは共産主義者の失敗したやり方だ
社会政策の専門家でエコノミストであるSharam Kohanは、永続的かつ無条件の公的住宅を提供することによってホームレス状態にある人をなくそうとしていた元共産主義国のPaneläkとハウジングファーストモデルを比較し、「ハウジングファーストはPaneläkの失敗した哲学とアプローチに従っている」と批判しました。 Kohanは、ハウジングファーストプログラムを実施した地域社会からの苦情が増えていることを指摘している。このプログラムは、スラムやスラム街を創造していると言われている。

### エビデンスに基づく政策には限界がある
2011年7月31日、ニューヨーク大学ソーシャルワークスクールのVictoria Stanhope教授とニューイングランド大学ソーシャルワークスクールのKerry Dunn教授は、「ハウジングファーストの奇妙な事例：エビデンスベースの政策の限界」というタイトルの論文をhe International Journal of Law and Psychiatryに投稿した。StanhopeとDunnはこの論文の中で、エビデンスベースな政策の概要を説明し、実証主義的方法への依存と政策立案への技術的アプローチに基づく批判を提示した。これらの批判を枠組みを用いて、慢性的なホームレスの問題に取り組むためにブッシュ政権が採択した政策であるハウジングファーストの事例を論じている。「ハウジングファーストは、研究主導による政策立案の例であるが、保守的な管理組織の元で進歩的な政策が推進されている。エビデンスベースの政策提言は、エビデンスと価値を政策審議において統合することに失敗している」と主張し、エビデンスと政策の関係を詳述している。この論文は、政策決定の代替モデルと研究への示唆で終わる。

### ハウジングファーストは依存症者を依存症のままにしている
ハウジングファーストはより広いアウトカム、すなわち物質乱用に対処しなかったことで批判されている。また、物質乱用のアウトカムが悪くなかった理由は、ただ対象者が重度の依存症ではなかったというだけだ、と主張されることもある。これらの批判は、ハウジングファーストがホームレス状態を終わらせることで薬物乱用を減らそうとするプログラムではないことを踏まえていない。加えて、最近の研究によると、依存症の減少という点においても従来のアプローチよりも結果的に効果があるということが示されている。